# Bidževo
Bidževo (mazedonisch Биџево; albanisch definit Bixhova, indefinit Bixhovë) ist ein Dorf in der Opština Struga im Südwesten Nordmazedoniens. Es befindet sich zentral in der Ebene von Struga, die sich nördlich des Ohridsees anschließt und die im Westen vom Schwarzen Drin durchflossen wird.
Bidževo hat 290 Einwohner (2021). Davon zählten sich 207 ethnisch als muslimische Albaner, 71 als christlich-orthodoxe Mazedonier und zwölf gehörten anderen Ethnien.
Bidževo ist ein typisches Straßendorf. Die Siedlung entstand entlang der Straßen zu den Nachbardörfern Novo Selo im Norden, Livada im Osten, Draslajca im Süden und Ložani im Westen. Um Bidževo befinden sich Wiesen und landwirtschaftlich genutzte Flächen.
Im Dorf steht eine Moschee und eine orthodoxe Kirche, beide nur 200 Meter voneinander entfernt. Die örtliche Grundschule besuchen Schüler bis zur vierten Klasse, der Unterricht findet auf Albanisch und Mazedonisch statt. Danach müssen die albanischen Schüler ins Nachbardorf Livada, die mazedonischen nach Draslajca.
Bis zur Gemeindehauptstadt Struga sind es über Draslajca rund sieben Kilometer.

## Söhne und Töchter
- Artim Položani (* 1982), Fußballspieler